# Кіт у мішку
«Кіт у мішку» (рос. «Кот в мешке») — радянський художній фільм-комедія 1978 року.

## Сюжет
Під виглядом «студентського будівельного загону аспірантів» в колгосп прибуває бригада «шабашників», які розраховують отримати по тисячі рублів за будівництво не передбаченого кошторисом «фонтанарію». Однак, під прицілом місцевого фотокореспондента і пильною увагою колгоспників, учень вечірньої школи Руслан Русланич, пияк Тюлькін, освітлювач в театрі Савчук і Панін, що ховається від аліментів, щоб не видати себе, змушені сумлінно працювати і перевиховуватися.

## У ролях
- Борислав Брондуков —  Тюлькін, пияк
- Станіслав Садальський —  Руслан Русланич, багатодітний батько
- Віктор Іллічов —  Вадим Миколайович Савчук, освітлювач в театрі, але режисер в душі
- Олег Анофрієв —  Віктор Миколайович Панін, злісний аліментник
- Тетяна Новицька —  Алевтина Петрівна, сільський фельдшер
- Ілля Тереховський —  Мішка, син Алевтини
- Сергій Клоков —  Гришка, син Алевтини
- Андрій Петров —  голова колгоспу
- Рудольф Рудін —  Гаврила Едуардович, режисер театру
- Муза Крепкогорська —  Роза, помічник режисера
- Людмила Іванова —  Курпіна
- Світлана Харитонова —  Громова, фотокореспондент
- Іван Рижов —  Тимофій Петрович Петров (дід Тимоня)
- Марія Скворцова —  баба Олена
- Галина Соколова —  Гуськова
- Тетяна Ронамі —  подруга Алевтини
- Олександр Пашутін —  завклубом
- Віктор Маркін —  кіоскер
- Анна Фроловцева —  кіоскерша
- Олександр Лебедєв —  колгоспник
- Євгенія Мельникова —  лікар
- Клавдія Хабарова —  начальниця Тюлькіна
- Ніна Бєлобородова —  колгоспниця
- Валентина Ушакова —  колгоспниця

## Знімальна група
- Автори сценарію:  Олександр Бородянський,  Георгій Щукін
- Режисер:  Георгій Щукін
- Оператор:  Георгій Купріянов
- Композитор: Лариса Крилатська
- Художник:  Василь Щербак